# Windberge
Windberge este o comună din landul Saxonia-Anhalt, Germania.